# Macrophoma coronillae-emeri
Macrophoma coronillae-emeri är en svampart som beskrevs av Neger 1908. Macrophoma coronillae-emeri ingår i släktet Macrophoma och familjen Botryosphaeriaceae.   Inga underarter finns listade i Catalogue of Life.